# Угорська Північно-Східна залізниця

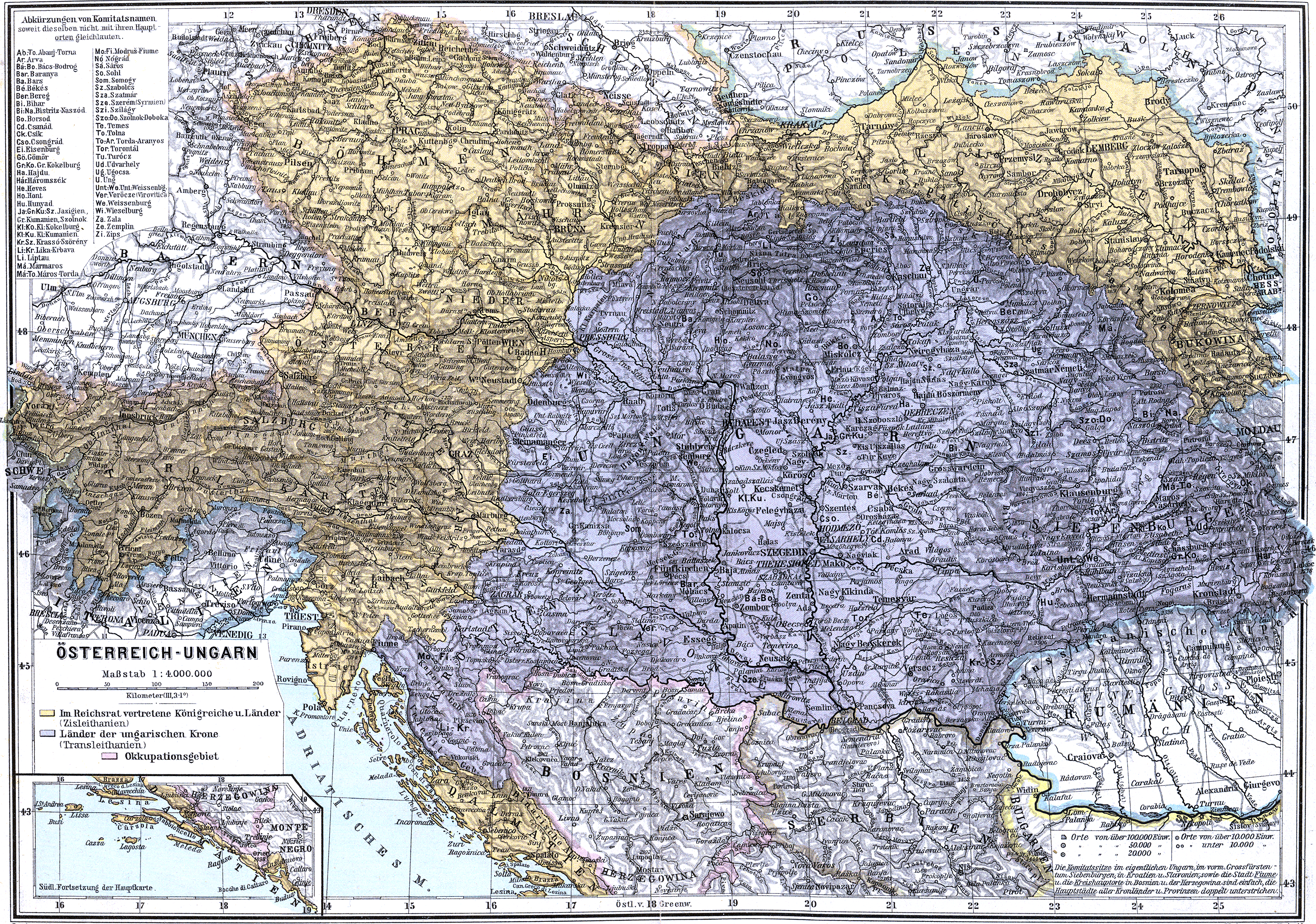
Мережа залізниць Австро-Угорщини станом на 1900 рік

Угорська Північно-Східна залізниця (нім. Ungarische Nordostbahn (UNOB), угор. Magyar Északkeleti Vasút (MÉKV)) була частиною залізниць Австро-Угорської імперії.

## Історія
Угорський уряд 1868 року виніс пропозицію будівництва залізниці, що стало реалізуватись з створенням у 1871 році Угорської Північно-Східної залізниці. Значну роль у створенні дирекції залізниці відіграв німецький промисловець Генріх Штроусберг(нім. Bethel Henry Strousberg). Будівництво концесійних ділянок залізниці провели впродовж 1871—1873 років. 1 серпня 1890 року залізниця перейшла до держави. Її інфраструктура, рухомий склад перейшли до Угорської державної залізниці (MÁV).
| Відкриття дистанцій залізниці | Відкриття дистанцій залізниці  |
| Дата                          | Дистанції залізниці            |
| ----------------------------- | ------------------------------ |
| 25 червня 1871                | Дебрецен — Карей               |
| 25 вересня 1871               | Карей — Сату-Маре              |
| 24 жовтня 1871                | Серенч — Шаторальяуйхей        |
| 7 січня 1872                  | Шаторальяуйхей — Міхаляни      |
| 16 червня 1872                | Сату-Маре — Королево — Буштино |
| 25 серпня 1872                | Шаторальяуйхей — Чоп           |
| 28 серпня 1872                | Чоп — Ужгород                  |
| 24 жовтня 1872                | Чоп — Королево                 |
| 19 листопада 1872             | Буштино — Сигіт                |
| 20 листопада 1872             | Ньїредьгаза — Кішварда         |
| 4 грудня 1872                 | Батьово — Мукачево             |
| 4 лютого 1873                 | Кішварда — Чоп                 |
| 22 жовтня 1873                | Міхаляни — Кошиці              |

| Основні перегони залізниці | Основні перегони залізниці |
| Перегони                   | Протяжність, км            |
| -------------------------- | -------------------------- |
| Серенч — Сигіт             | 243,1                      |
| Дебрецен — Королево        | 150,4                      |
| Батьово — Мукачево         | 26,3                       |
| Ньїредьгаза — Ужгород      | 93,9                       |
| Шаторальяуйхей — Кошиці    | 66,6                       |

Наприкінці ХІХ століття три нові дистанції сполучили через хребти Карпат прокладені лінії Угорської Північно-Східної залізниці з Галичиною: Сігет — Рахів — Ясіня — Івано-Франківськ (1894), Мукачево — Лавочне — Стрий (1887), Ужгород — Сянки — Самбір (1873/1875), сформувавши в основному мережу залізниць Закарпаття. Після приєднання в 1945 р. до СРСР було припинене пряме транспортне сполучення, а нормальна колія замінена на широку 1520 мм.